# Ези
Ези (фр. Eysus) насеље је и општина у југозападној Француској у региону Аквитанија, у департману Атлантски Пиринеји која припада префектури Олорон Сен Мари.
По подацима из 2011. године у општини је живело 705 становника, а густина насељености је износила 104,91 становника/km². Општина се простире на површини од 6,72 km². Налази се на средњој надморској висини од 302 метара (максималној 416 m, а минималној 236 m).

## Демографија
| 1962. | 1968. | 1975. | 1982. | 1990. | 2011. |
| ----- | ----- | ----- | ----- | ----- | ----- |
| 358   | 347   | 483   | 572   | 562   | 705   |

График промене броја становника у току последњих година